# Acalolepta holonigra
Acalolepta holonigra är en skalbaggsart som beskrevs av Stefan von Breuning 1980. Acalolepta holonigra ingår i släktet Acalolepta och familjen långhorningar.
Artens utbredningsområde är Filippinerna. Inga underarter finns listade i Catalogue of Life.